# Plantago maxima
Plantago maxima är en grobladsväxtart som beskrevs av Antoine Laurent de Jussieu och Nikolaus Joseph von Jacquin. Plantago maxima ingår i släktet kämpar, och familjen grobladsväxter. Inga underarter finns listade i Catalogue of Life.

## Bildgalleri

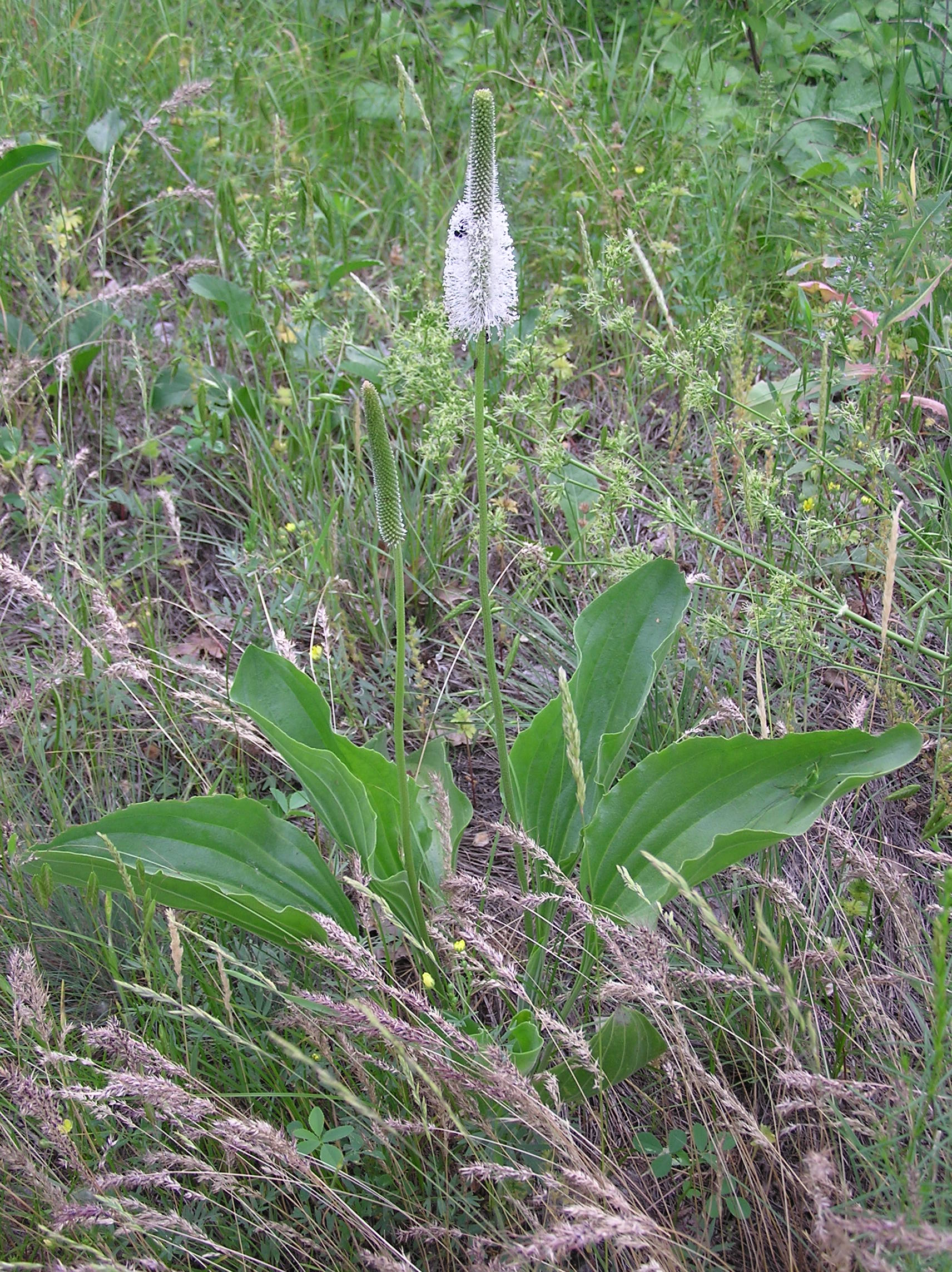
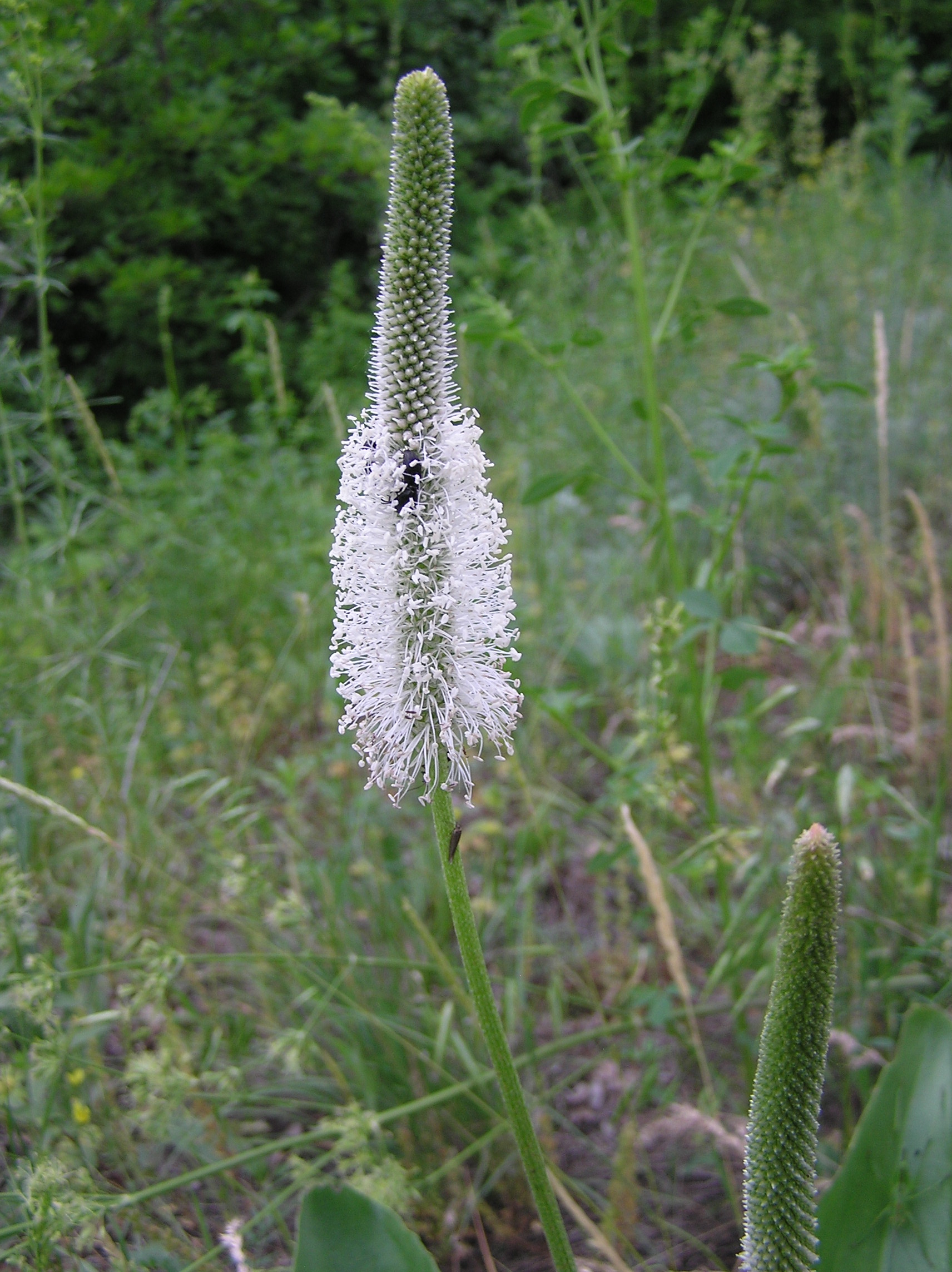